# 국도 제102호선 (인도)

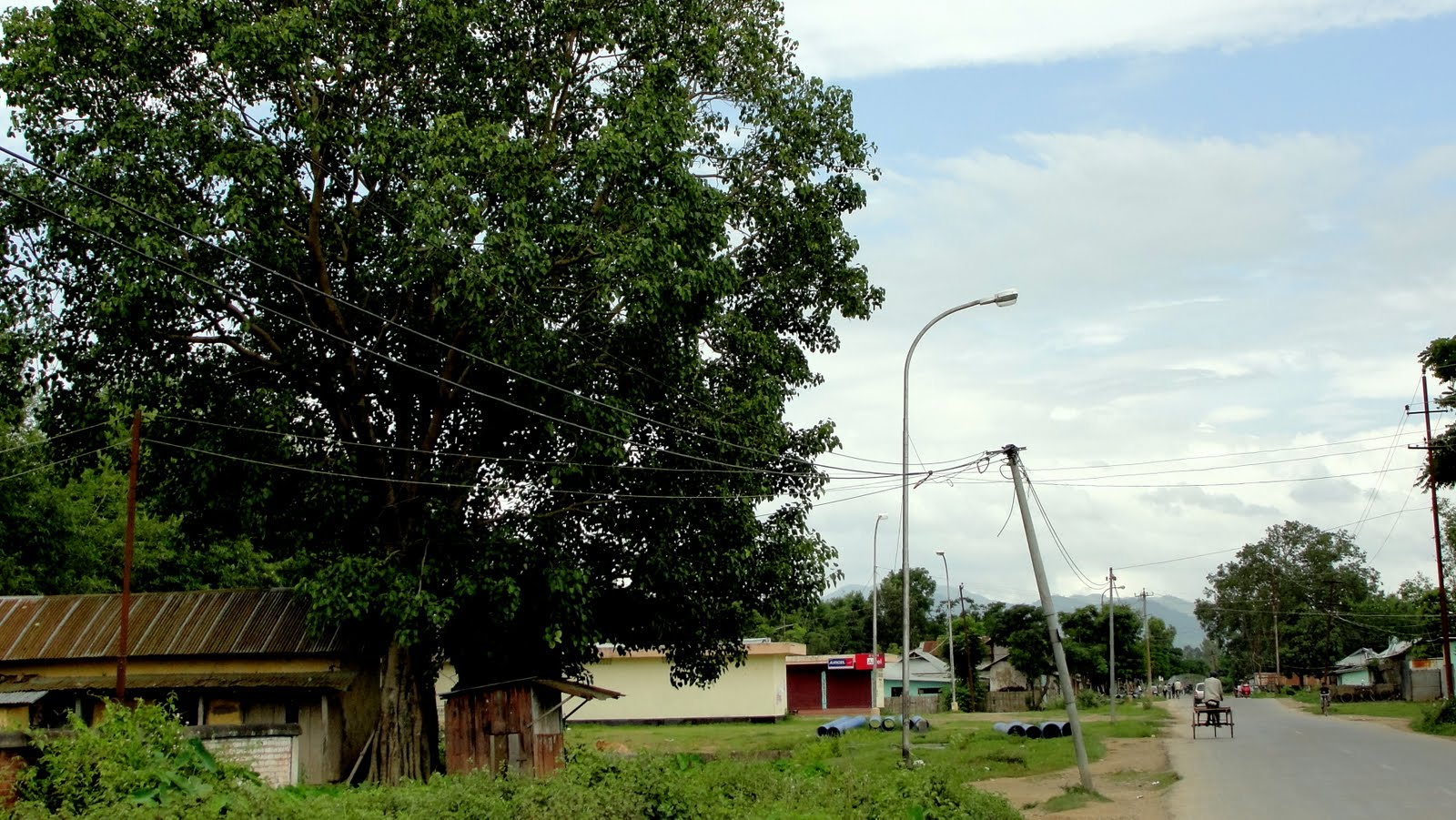
캉가복에 놓인 NH-102(구 NH-39라는 도로로 구성됨) 국도 전경. 2012년 촬영.

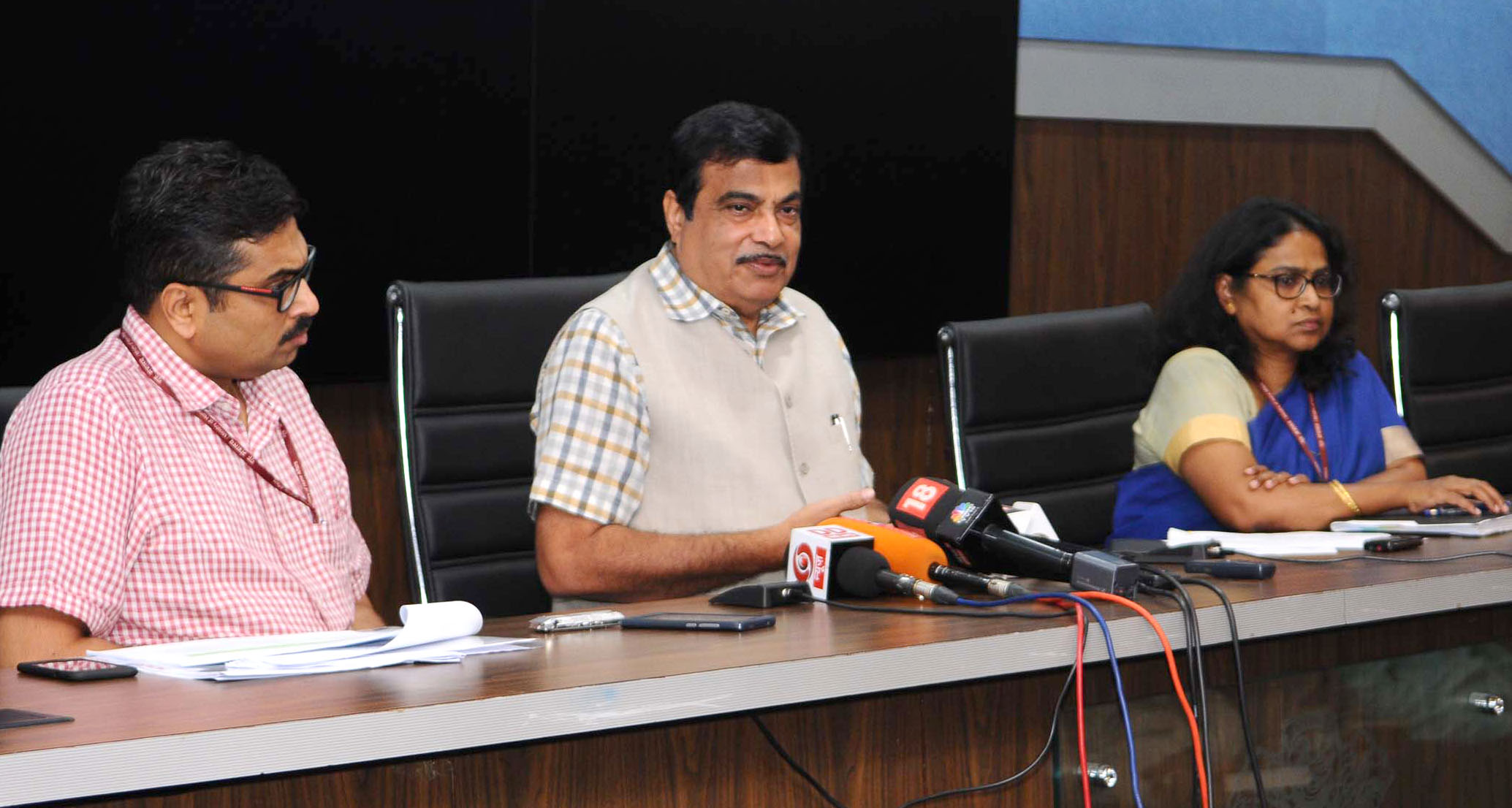
2017년 뉴델리에서 인도 내각에 의해 언론 브리핑을 진행하고 있는 모습. 브리핑을 들어가는 해당 도로는 인도의 NH-102호선이다.

국도 제102호선(National Highway 102)은 인도 마니푸르주의 임팔에서 모레까지 이어주고 있는 인도의 일반 국도이다. 그리고 이 도로는 아시안 하이웨이 1호선과 아시안 하이웨이 2호선의 일부 노선으로 이루어져 있는 도로망이기도 하다.